# Alfred Hanson
Alfred Hanson (geb. 16. April 1910 in North Dakota, Vereinigte Staaten; gestorben 21. März 2000 in Harbor City, Kalifornien, Vereinigte Staaten) war ein US-amerikanischer Taucher und Schauspieler, der vor allem als Filmtaucher bekannt wurde. Seine zweite Frau Norma Hanson war ebenfalls Filmtaucherin.

## Biografie
Hanson wurde am 16. April 1910 in North Dakota geboren. 1936 heiratete er Genevieve Lamont. Aus dieser Ehe gingen 3 Kinder hervor. 1949 ließ er sich scheiden und heiratete die Taucherin Norma Hanson. Aus dieser Ehe gingen 2 Kinder hervor. Er spielte als Stunt-Taucher in Spielfilmen mit, unter anderem in The Phantom from 10,000 Leagues (1955), Monster from the Ocean Floor (1954) und Danger Is My Business (1958). Er verstarb am 21. März 2000 in Harbor City in Kalifornien.